# Хайрул Азрін
Хайрул Азрін бін Ідріс (нар. 23 квітня 1988) — малайзійський актор, каскадер, модель та режисер.
До його найвідоміших ролей належать ролі у фільмах Містер Понг (2017), ПАСКАЛЬ (2018), Операція Х (2018) та Помічник (2022).

## Дитинство та ранні роки
Хайрул Азрін народився 23 квітня 1988 року в Куала-Лумпурі в сім'ї Ідріса Алі та Хабси Деси. Навчався бойовому мистецтву тхеквондо, одночасно отримав чорний пояс і був спортсменом Малайзійських ігор 2004 року представляючи штат Селангор.
Отримавши Малайзійський сертифікат про освіту (SPM), у 2007 році Хайрул працював маляром на швидкісній автомагістралі Шах Алам заробляючи 50 рингітів на день. Пізніше працював банківським колектором.

## Кар'єра
Хайрул розпочав свою ранню кар'єру як каскадер. Його першою драматичною роллю стала робота в фільмі режисера Шахрулезада Мохамеддіна, Рони Роні Макароні. Потім послідувала роль другого плану в науково-фантастичному драматичному серіалі Bio-Nik у 2009.
27 вересня 2018 року Хайрул був одним із головних акторів у фільмі ПАСКАЛЬ режисера Адріана Теха. Фільм мав широкий комерційний успіх та отримав позитивні відгуки ЗМІ. Повернувшись до роботи з Адріаном, Хайрул зіграв роль Хасана у фільмі WIRA, який вийшов 21 листопада 2019 року.
Розпочинаючи кар'єру актора, Хайрул оголосив, що вона триватиме рівно 15 років. Фільм Оригінальний гангстер, вихід якого заплановано на 2024 рік, має стати його останнім фільмом як актора.

## Особисте життя
Хайруль одружений з актрисою та блогером Ханіс Заліхою. У них дві спільні дитини.

## Фільмографія
| Рік  | Назва                             | Персонаж             | Примітки                                  |
| ---- | --------------------------------- | -------------------- | ----------------------------------------- |
| 2011 | Сценарій фільму Ops Pocot         | Мама                 | Перший фільм                              |
| 2012 | Священний                         | Насті                |                                           |
| 2012 | Привид Капцая                     | Аким                 |                                           |
| 2013 | Божевільні підлітки 2             | Афік                 |                                           |
| 2017 | Містер Понг                       | Муда                 |                                           |
| 2017 | Містер Сердечний злодій Попелюшка | Хлопчик              |                                           |
| 2018 | Qhaliq                            | Кхалік               |                                           |
| 2018 | ПАСКАЛЬ                           | Арман Рахмат / Акула |                                           |
| 2018 | Операція X                        | Пабло                |                                           |
| 2018 | Поліція EVO 2                     | Зул                  |                                           |
| 2019 | WIRA                              | Хасан                |                                           |
| 2020 | Через Тебе!                       | Айман                | Також як виконавчий продюсер та співавтор |
| 2021 | Є Привиди                         | Талха                | Також як режисер та виконавчий продюсер   |
| 2022 | Помічник                          | Фероз                |                                           |
| 2022 | Брат Довгий Фаділ 3               | Тюремний офіцер      |                                           |
| 2022 | Є Привиди 2                       | Талха                | Як режисер та виконавчий продюсер         |
| 2023 | Малбатт: Місія Бакара             | Лейтенант Ісмаїл     |                                           |
| 2024 | Оригінальний гангстер             | Que                  | Останній фільм як актора                  |